# Bisschoppelijk Paleis van 's-Hertogenbosch
Het bisschoppelijk paleis is een bouwwerk te 's-Hertogenbosch dat is gelegen aan de Parade.
In de volksmond staat het gebouw dan ook bekend als 'Het paleis aan de Parade'. 
De gebouwen aan de Parade zijn van origine als particuliere woonhuizen gebouwd. De bouw vond plaats tussen 1769 en 1776 in een barokke Lodewijk XV-stijl. In 1827 werden de huizen door de staat aangekocht als huisvesting voor de bisschop. Vanaf 1864 wordt een deel van het complex daadwerkelijk bewoond door een bisschop. In de linkerzijde is later het secretariaat van het bisdom 's-Hertogenbosch gehuisvest. Twee officiële ingangen zijn voorzien van rijke versieringen. In 2019 is het wapen van het bisdom bevestigd aan het balkon.
In 1965 werd het bisschoppelijk paleis opgenomen als rijksmonument. Het pand is vaak tijdens Open Monumentendag te bezoeken.

## Trivia
- De Muzerije in 's-Hertogenbosch heeft tot 1629 gefunctioneerd als Bisschoppelijk Paleis.